# Gentianella biebersteinii
Gentianella biebersteinii är en gentianaväxtart som först beskrevs av Aleksandr Andrejevitj Bunge, och fick sitt nu gällande namn av Josef Holub. Gentianella biebersteinii ingår i släktet gentianellor, och familjen gentianaväxter. Inga underarter finns listade i Catalogue of Life.